# BMW Active Tourer
De BMW Active Tourer is een conceptauto afkomstig van de Duitse autofabrikant BMW. De auto werd onthuld op de Autosalon van Parijs van 2012. De auto wordt gekenmerkt door voorwielaandrijving, wat BMW tot dan toe niet gebruikte in productiemodellen. BMW koos voor voorwielaandrijving vanwege de lage productiekosten en de kleine hoeveelheid ruimte die voorwielaandrijving inneemt ten opzichte van achterwielaandrijving.

## Techniek en prestaties
De Active Tourer wordt aangedreven door een 1,5 liter-, 3 cilinderturbomotor.  Deze wordt geholpen door elektromotoren op de voor- en achteras. Zonder hulp van de verbrandingsmotor kunnen de elektromotoren de auto 32 kilometer voortdrijven. Het vermogen van de motor in combinatie met de elektromotoren bedraagt 190 pk.
De Active Tourer staat op een platform dat BMW zal gaan gebruiken voor de nieuwe Mini en andere kleine auto's die door BMW geproduceerd gaan worden.